# Église Saint-Martin de Villers-Bocage
Pour les articles homonymes, voir église Saint-Martin.
L'église Saint-Martin est une église située à Villers-Bocage, dans le département du Calvados, en Normandie.
Construite entre 1948 et 1950 par les architectes Roland et Léon Le Sauter, elle a reçu le label « patrimoine du XXe siècle » en 2002.
Elle est constituée d'une nef rectangulaire, et d'une tour clocher indépendante. Des verrières constituées de dalles de verre colorées ont été réalisées par Pierre Gaudin. Une mosaïque a été réalisée par Jean Barillet.